# Człowiek z tłumu
Człowiek z tłumu (ang. The Crowd) – amerykański dramat społeczno-obyczajowy z 1928 roku w reżyserii Kinga Vidora. Film opowiada historię młodego małżeństwa z wielkomiejskiego tłumu, które szuka szczęścia w nowoczesnym społeczeństwie, w scenerii Nowego Jorku.
Film oferował rzadkie, chorobliwe spojrzenie na społeczeństwo, dalekie od optymistycznej, żywej atmosfery, którą było widać w ówczesnej amerykańskiej kinematografii. Vidor zdobył powszechne uznanie dzięki swoim innowacyjnym metodom ilustrowania surowych, bezosobowych aspektów miejskiej egzystencji. „Tłum” jest w filmie postrzegany jako dosłowna siła, której celem jest przełamanie indywidualnej wytrzymałości i nadziei. Zdjęcia Henry'ego Sharpa spotkały się z entuzjastycznymi pochwałami za jego innowacyjny styl i niesamowite kąty kamery.
W 1989 roku film został jednym z pierwszych 25 filmów wprowadzonych do Narodowego Rejestru Filmowego Stanów Zjednoczonych jako „znaczących kulturowo, historycznie bądź estetycznie”.

## Obsada[1]
- James Murray jako John Sims
  - Johnny Downs jako 12-letni John
- Eleanor Boardman jako Mary Sims
- Bert Roach jako Bert
- Estelle Clark jako Jane
- Dell Henderson jako Dick
- Daniel G. Tomlinson jako Jim
- Lucy Beaumont jako matka Mary
- Freddie Burke Frederick jako Junior Sims
- Alice Mildred Puter jako Baby Sims

## Nagrody i nominacje
| Nagrody                   | Kategoria                                 | Nominowani          | Wynik     | Źr.   |
| ------------------------- | ----------------------------------------- | ------------------- | --------- | ----- |
| Nagroda Akademii Filmowej | najwyższa jakość artystyczna              | Metro-Goldwyn-Mayer | Nominacja | [ 4 ] |
| Nagroda Akademii Filmowej | najlepsza reżyseria w filmie dramatycznym | King Vidor          | Nominacja | [ 4 ] |